# Centralia, Washington
Centralia (engelskt uttal: [sɛnˈtreɪliə]) är en stad (city) i Lewis County i delstaten Washington i USA. Staden hade 18 183 invånare, på en yta av 20,22 km² (2020). Centralia hette ursprungligen Centerville. Namnet ändrades till Centralia år 1891.

## Blodbadet i Centralia

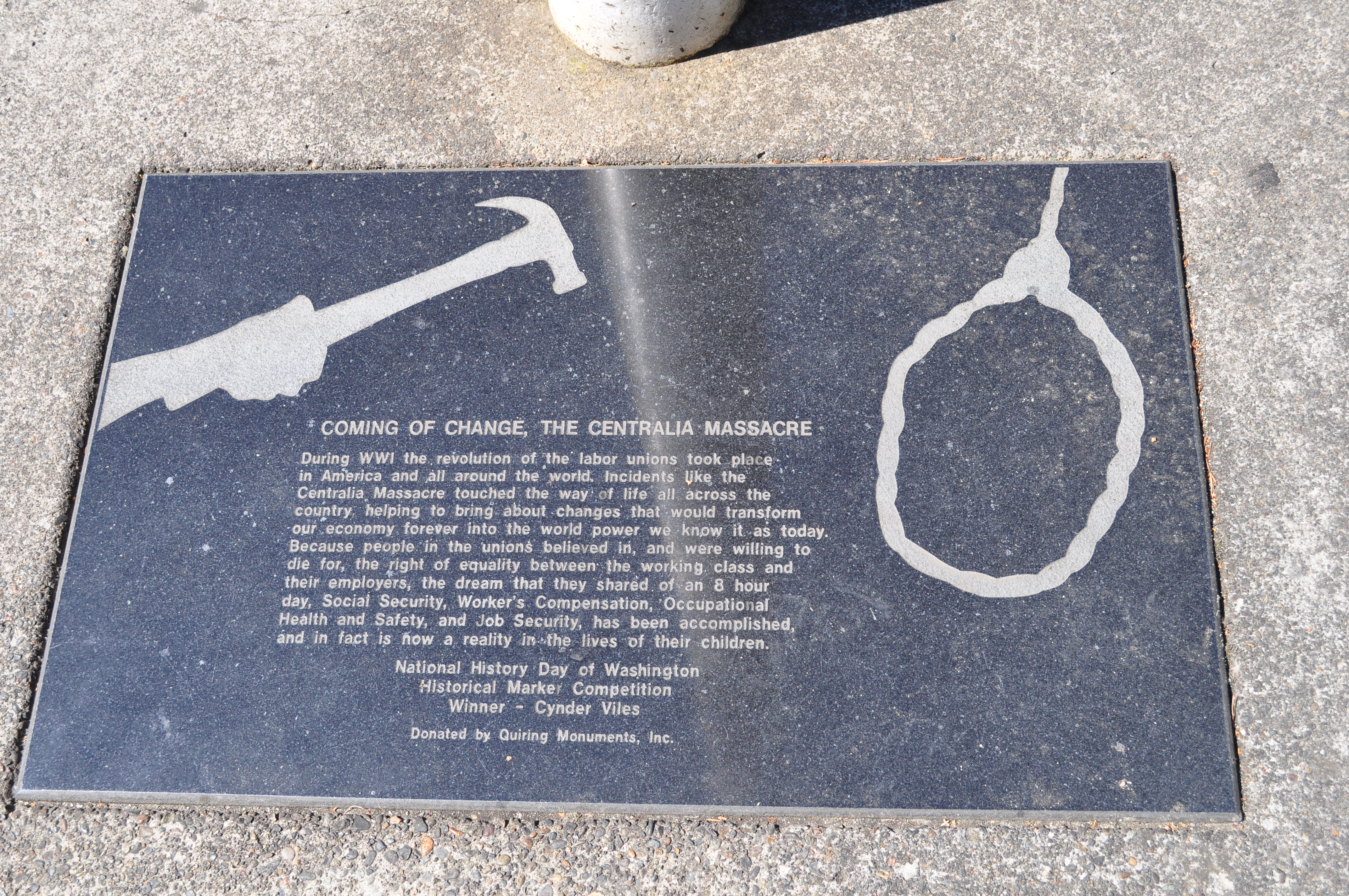
Minnestavla i Centralia om Blodbadet 1919.

Blodbadet i Centralia var en våldsam konflikt den 11 november 1919 mellan veteranorganisationen American Legion och arbetare i industriarbetarfacket Industrial Workers of the World. Sex personer fick sätta livet till i incidenten.

## Kända personer från Centralia
- Merce Cunningham, koreograf